# Ciepielin
Ciepielin [pronunciación en polaco: /t͡ɕɛˈpjɛlin/] es un pueblo ubicado en el distrito administrativo de Gmina Pokrzywnica, dentro del condado de Pułtusk, Voivodato de Mazovia, en el centro-este de Polonia. Se encuentra a unos 5 kilómetros al suroeste de Pokrzywnica, a 15 kilómetros al suroeste de Pułtusk, y a 41 kilómetros al norte de Varsovia.